# Домашний чемпионат Великобритании 1884
Домашний чемпионат Великобритании 1884 (англ. British Home Championship или англ. Home International Championship) стал первым розыгрышем Домашнего чемпионата, футбольного турнира с участием сборных четырёх стран Великобритании (Англии, Шотландии, Уэльса и Ирландии). Первые международные матчи разыгрывались с 1872 года между сборными Англии и Шотландии, в 1876 и 1882 годах к ним присоединились сборные Уэльса и Ирландии. В 1883 году четыре футбольные ассоциации провели конференцию, в ходе которой были стандартизованы правила игры, а также принято решение о создании ежегодного турнира с участием всех четырёх сборных. Турнир предполагалось разыгрывать в лиговом формате с выявлением победителя по наибольшему количеству набранных очков.
Соревнование 1884 года проводилось по необычному расписанию. Сборная Ирландии сыграла все свои матчи первой, потерпев в каждом разгромное поражение. Затем был сыгран матч между Англией и Шотландии, в котором в упорной борьбе шотландцы одержали победу со счётом 1:0. Наконец, свои матчи против английской и шотландской сборных сыграл Уэльс, проиграв в обоих и тем самым гарантировав Шотландии победу в первом Домашнем чемпионате Великобритании.

## Таблица
| Поз | Команда       | И | В | Н | П | МЗ | МП | РМ  | О |
| --- | ------------- | - | - | - | - | -- | -- | --- | - |
| 1   | Шотландия (Ч) | 3 | 3 | 0 | 0 | 10 | 1  | +9  | 6 |
| 2   | Англия        | 3 | 2 | 0 | 1 | 12 | 2  | +10 | 4 |
| 3   | Уэльс         | 3 | 1 | 0 | 2 | 7  | 8  | −1  | 2 |
| 4   | Ирландия      | 3 | 0 | 0 | 3 | 1  | 19 | −18 | 0 |

## Матчи
| 26 января 1884 | Ирландия | 0:5     | Шотландия                                         | Белфаст                                                            |
| |          | (отчёт) | - Хэрроуэр 12′ 86′ - Госсленд 35′ 80′ - Гауди 60′ | Стадион: «Ольстер Крикет Граунд» Зрителей: 2000 Судья: Томас Хиндл |
| Ирландия: Боб Хантер, Мэтт Уилсон, Билли Кроун, Том Молинью, Джек Хейстингз, Билл Морроу, Артур Госсен, Джонни Гибб, Джек Дейвисон, Нед Спиллер, Алекс Дилл Шотландия: Джон Инглис, Джон Форбз, Уолтер Арнотт, Джон Грэм, Уильям Фултон, Роберт Браун, Сэм Томсон, Джеймс Госсленд, Джон Гауди, Уильям Хэрроуэр, Джей Маколи |          |         |                                                   |                                                                    |

| 9 февраля 1884 | Уэльс                                                       | 6:0     | Ирландия | Рексем                                                           |
| | - Шо 20′ 68′ - Оуэн 55′ 70′ - Джоунз 59′ - Айтон-Джоунз 82′ | (отчёт) |          | Стадион: «Рейскорс Граунд» Зрителей: 2000 Судья: Роберт М. Слоун |
| Уэльс: Илайас Оуэн, Чарльз Конди, Уолтер Дейвис, Уильям Фоукс, Питер Гриффитс, Гарри Эдвардс, Уильям Оуэн, Роберт Дейвис, Эдвард Шо, Джон Айтон-Джоунз, Роберт Джоунз Ирландия: Боб Хантер, Мэтт Уилсон, Билли Кроун, Том Молинью, Генри Локхарт, Роберт Редмонд, Джек Рид, Джонни Гибб, Джек Дейвисон, Нед Спиллер, Алекс Дилл |                                                             |         |          |                                                                  |

| 23 февраля 1884 | Ирландия  | 1:8     | Англия                                                 | Белфаст                                                           |
| | Макуо 88′ | (отчёт) | - Джонсон 15′ - Ч. Бэмбридж - Кершем - А. Бэмбридж 76′ | Стадион: «Ольстер Крикет Граунд» Зрителей: 3000 Судья: Томас Лори |
| Ирландия: Боб Хантер, Мэтт Уилсон, Билли Кроун, Джек Хейстингз, Том Молинью, Алекс Дилл, Нед Спиллер, Билли Макуо, Сэм Джонстон, Джек Дейвисон, Артур Госсен Англия: Уильям Роуз, Альфред Добсон, Джоу Беверли, Норман Бейли, Стюарт Макрей, Эдуард Джонсон, Джордж Хоулден, Артур Бэмбридж, Артур Данн, Чарли Бэмбридж, Гарри Кершем |           |         |                                                        |                                                                   |

| 15 марта 1884 | Шотландия | 1:0     | Англия | Глазго                                                      |
| | Смит 7′   | (отчёт) |        | Стадион: «Кэткин Парк» Зрителей: 10 000 Судья: Джон Синклэр |
| Шотландия: Джеймс Маколи, Уолтер Арнотт, Джон Форбз, Чарльз Кэмпбелл, Джон Макферсон, Билли Андерсон, Фрэнсис Шо, Джон Смит, Джозеф Линдси, Роберт Кристи, Уильям Маккиннон Англия: Уильям Роуз, Альфред Добсон, Джоу Беверли, Норман Бейли, Стюарт Макрей, Чарльз Пламптон Уилсон, Уильям Бромли-Дэвенпорт, Билли Ганн, Чарли Бэмбридж, Говард Вотон, Джордж Хоулден |           |         |        |                                                             |

| 17 марта 1884 | Уэльс | 0:4     | Англия                                           | Рексем                                                         |
| |       | (отчёт) | - Бромли-Дэвенпорт 7′ 85′ - Бейли 75′ - Ганн 90′ | Стадион: «Рейскорс Граунд» Зрителей: 4500 Судья: Сидни Бродфут |
| Уэльс: Илайас Оуэн, Джек Пауэлл, Чарльз Конди, Морис Эванс, Джозеф Уильямс, Питер Гриффитс, Уильям Оуэн, Билли Оуэн, Джек Вон, Джон Айтон-Джоунз, Роберт Джоунз Англия: Уильям Роуз, Альфред Добсон, Джоу Беверли, Норман Бейли, Джимми Форрест, Чарльз Пламптон Уилсон, Джордж Хоулден, Говард Вотон, Уильям Бромли-Дэвенпорт, Билли Ганн, Чарли Бэмбридж |       |         |                                                  |                                                                |

| 29 марта 1884 | Шотландия                           | 4:1     | Уэльс       | Глазго                                                       |
| | - Линдси 22′ - Шо 49′ - Кей 65′ 87′ | (отчёт) | Робертс 15′ | Стадион: «Кэткин Парк» Зрителей: 5000 Судья: Роберт М. Слоун |
| Шотландия: Томас Тернер, Джон Форбз, Майкл Пейтон, Алекс Кеннеди, Джеймс Макинтайр, Джон Кей, Джозеф Линдси, Фрэнсис Шо, Уильям Маккиннон, Сэм Томсон, Роберт Браун Уэльс: Илайас Оуэн, Роберт Робертс, Чарльз Конди, Фредерик Хьюз, Том Берк, Джон Джоунз, Уильям Оуэн, Уолтер Робертс, Эдвард Шо, Джон Айтон-Джоунз, Роберт Джоунз |                                     |         |             |                                                              |

## Чемпион
| Чемпион Великобритании 1884 |
| Шотландия Первый титул      |

## Бомбардиры
| - 3 гола - Гарри Кершем - 2 гола - Уильям Бромли-Дэвенпорт - Чарли Бэмбридж - Эдуард Джонсон - Уильям Оуэн - Эдвард Шо - Джеймс Госсленд - Джон Кей - Уильям Хэрроуэр | - 1 гол - Норман Бейли - Артур Бэмбридж - Билли Ганн - Билли Макуо - Роберт Джоунз - Джон Айтон-Джоунз - Роберт Робертс - Джон Гауди - Джозеф Линдси - Джон Смит - Фрэнсис Шо |